# Çarşambaspor
Maillots
Le Çarşambaspor est un club de football turc fondé en 1924 et basé à Çarşamba, dans la province de Samsun.
Ses couleurs sont le vert et le blanc.

## Historique
En 1924, lorsque Mustafa Kemal Atatürk rend visite à Samsun, il passe à Çarşamba. Lors du voyage, il charge Sabri Altıner, alors capitaine de gendarmerie, de créer un club sportif. En hommage à la date de création de la République de Turquie, il est écrit l'année 1923 sur son écusson.

## Palmarès
| Compétitions nationales                                  |
| -------------------------------------------------------- |
| - Championnat de Turquie D4 (1) : - Vainqueur : 1985-86. |

## Personnalités du club

### Présidents du club
- Hasan Özcan
- Özkan Yıldırım

### Entraîneurs du club
- Tarkan Demirhan
- Kenan Yelek